# Truyes
Truyes é uma comuna francesa na região administrativa do Centro, no departamento Indre-et-Loire. Estende-se por uma área de 16,37 km². Em 2010 a comuna tinha 2 479 habitantes (densidade: 151,4 hab./km²).